# Pietro Donato
Pietro Donato (1380 - 1447) was een renaissance humanist en bisschop van Padua (vanaf 1428). Hij was een bibliofiel, epigraficus, verzamelaar en kunstmecenas. 

## Boekenverzamelaar

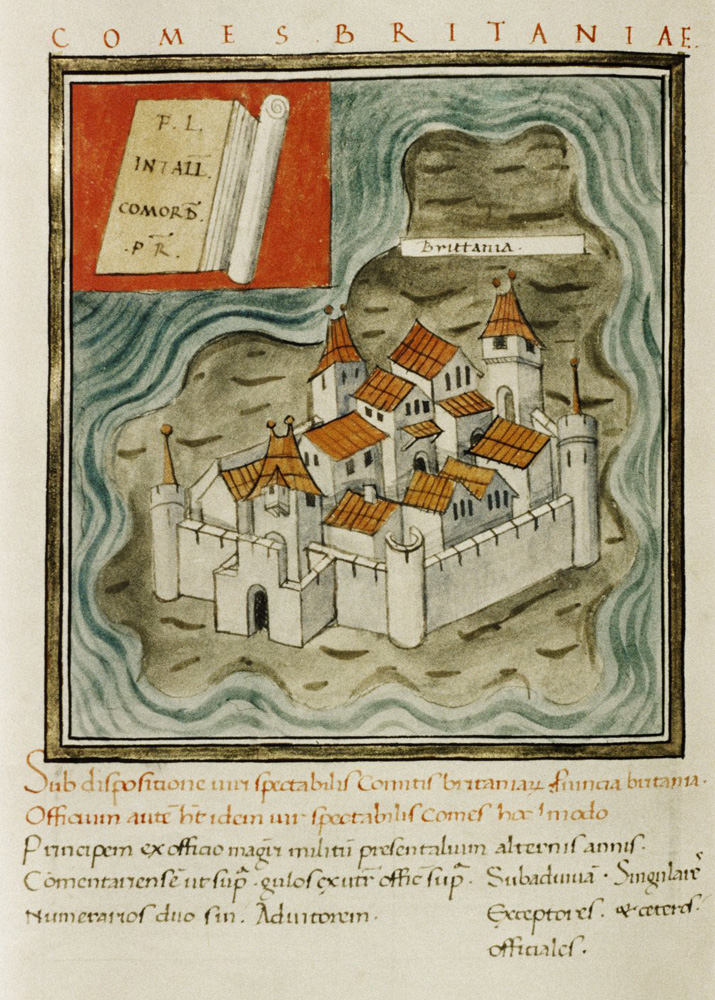
Beeld uit het Notitia Dignitatum-manuscript, waarvoor Pietro Donato in 1436 de opdracht gaf

In 1436 gaf Donato opdracht een geïllustreerde kopie van de Notitia Dignitatum te maken; het manuscript van de Notitia, de Codex Spirensis, dat in opdracht van Donato werd gekopieerd, had hij eerder dat jaar in de bibliotheek van de Speyer aangetroffen, toen hij het concilie van Bazel bijwoonde; de ontdekking was van invloed op de Roma instaurata van Flavius Blondus
Het werk bevindt zich nu in als MS Canon. Misc. 378 in de Bodleian Library. De grootste aankoop van manuscripten (meer dan tweeduizend) door het Bodleian betrof in 1817 het grootste deel van de collectie van de voormalige Venetiaanse Jezuïet Matteo Luigi Canonici (1727 - rond 1806). Onder Canonici's manuscripten bevond zich onder meer de kopie van de Notitia uit de kathedraalbibliotheek van Speyer, waarvoor Pietro Donato in 1436 de opdracht had gegeven. 

## Voetnoten
1. ↑   Speyer ligt niet al te ver van Bazel
2. ↑  (en)  Gustina Scaglia (1964), The Origin of an Archaeological Plan of Rome by Alessandro Strozzi," Journal of the Warburg and Courtauld Institutes, 27, blz. 142-43, 153.
3. ↑  Bodleian Library: Classical & Medieval Manuscripts